# Вокер-Лейк (Невада)
Вокер-Лейк (англ. Walker Lake) — переписна місцевість (CDP) в США, в окрузі Мінерал штату Невада. Населення — 247 осіб (2020).

## Географія
Вокер-Лейк розташований за координатами 38°38′48″ пн. ш. 118°45′26″ зх. д. / 38.64667° пн. ш. 118.75722° зх. д. (38.646728, -118.757202).  За даними Бюро перепису населення США в 2010 році переписна місцевість мала площу 3,53 км², уся площа — суходіл.

## Демографія
Згідно з переписом 2010 року, у переписній місцевості мешкало 275 осіб у 146 домогосподарствах у складі 76 родин. Густота населення становила 78 осіб/км².  Було 226 помешкань (64/км²).
Расовий склад населення:
| - 88,0 % — білих - 5,1 % — корінних американців - 1,5 % — чорних або афроамериканців - 1,5 % — азіатів |

До двох чи більше рас належало 4,0 %. Частка іспаномовних становила 2,2 % від усіх жителів.
За віковим діапазоном населення розподілялося таким чином: 10,5 % — особи молодші 18 років, 54,6 % — особи у віці 18—64 років, 34,9 % — особи у віці 65 років та старші. Медіана віку мешканця становила 57,9 року. На 100 осіб жіночої статі у переписній місцевості припадало 97,8 чоловіків;  на 100 жінок у віці від 18 років та старших — 103,3 чоловіків також старших 18 років.